# Lagunillas (Málaga)
Lagunillas, llamado indistintamente como Cruz Verde, es un barrio que pertenece al distrito Centro de Málaga, España. Está situado al norte del centro histórico, entre la colina de El Ejido y el Monte Gibralfaro. Limita al suroeste con el barrio de La Merced; y al norte y al oeste con el barrio de El Ejido. Pertenece al barrio de La Victoria, aunque su cercanía con El Ejido y la Cruz Verde, dos puntos marginales, lo hace estar en una zona cero y afectado por ellos. 
La arteria principal del barrio la constituye la calle del mismo nombre. Es cuna de nacimiento de personas tan importantes como Victoria Kent y Francisco Palma Burgos. El barrio presenta un alto grado de deterioro urbanístico Su consideración como un barrio marginal por la Unión Europea viene vinculado a su cercanía con las anteriores zonas nombradas y por la reinserción social hecha por el ayuntamiento de la ciudad años atrás, sin medir las consecuencias de la misma. En su entorno viven unas 4.000 personas, de las que aproximadamente un 57% no tiene estudios y un 14% es analfabeto. También presenta un alto índice de desempleo y economía sumergida.
En el barrio, aunque haya deterioro urbanístico, existen grafitis en muchas de sus paredes donde gran cantidad de turistas que pasan por Lagunillas se quedan sorprendidos con ese arte urbano. Cruz Verde y Lagunillas son un barrio de transición entre el casco histórico y el barrio de la Victoria. Por calle Cruz Verde pasan en Semana Santa varias cofradías y son calles que tienen mucha vida, su privilegiada ubicación a unos 5-10 minutos del centro y unos 15 minutos de la playa "La Malagueta". 
Calle Cruz Verde está teniendo diversos cambios estéticos en los edificios que habitan las familias, cambios de interior y cambios en la fachada. Existen cambios de patio interiores decorados con pozos artificiales, fuentes, macetas imitando los "patios andaluces" y en Navidad se decoran muchos patios con árboles de Navidad, decoración típica...Los vecinos se ven más ilusionados con el nuevo aspecto de los edificios ya que ven que le pueden dar una "lavada de cara" al barrio.  
En el barrio también existen pequeños comercios, en el que siempre sus clientes son personas del barrio o muchos turistas que pasan por las calles de Lagunillas, Cruz Verde, Los Negros...

## Historia
Se trata de una de las zonas, al norte del casco antiguo, que empezaron a tomar forma tras la conquista de la ciudad por los Reyes Católicos, componía parte del extrarradio de las murallas, estando muy cercano a la zona donde la Inquisición instaló su sede para las sentencias de hogueras, quemaciones, dictadas en los autos de fe, de ahí el nombre de Cruz Verde. Parece ser que el origen del nombre del barrio está relacionado con la extracción de arcilla en los alrededores de la colina de El Ejido para la fabricación de ladrillos y tejas. Los agujeros producidos por al extracción y la naturaleza impermeable del suelo hicieron surgir pequeñas lagunas a causa de la lluvia.

## Transporte

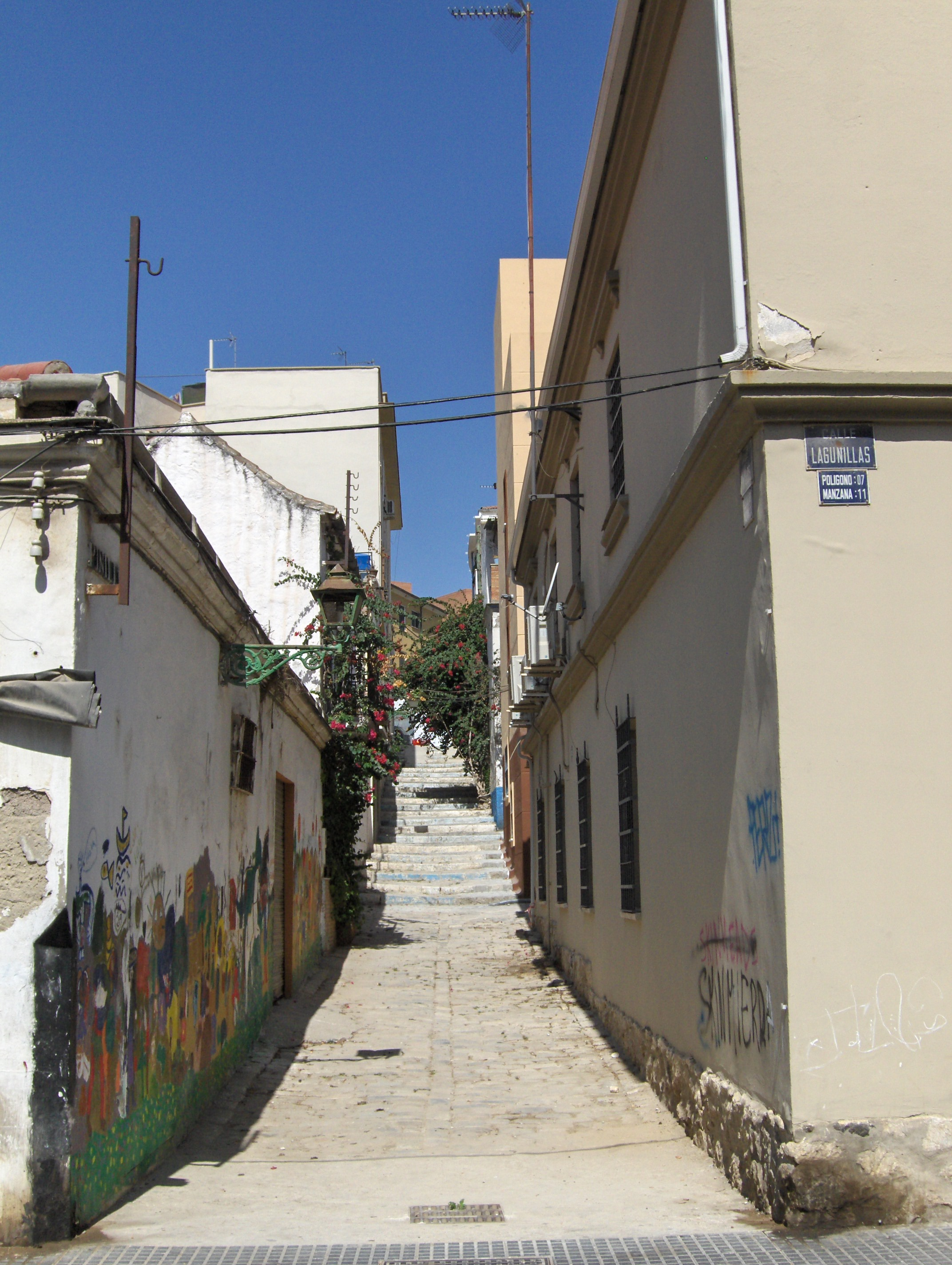
Calle en Lagunillas.

En autobús queda conectado mediante las siguientes líneas de la EMT: 
| Línea | Trayecto                                             | Recorrido | Frecuencia    |
| ----- | ---------------------------------------------------- | --------- | ------------- |
| C1    | Circular 1                                           | Recorrido | 12 minutos    |
| C2    | Circular 2                                           | Recorrido | 11-12 minutos |
| 1     | Parque del Sur - Avda. Europa (San Andrés)           | Recorrido | 8-9 minutos   |
| 36    | Alameda de Colón - Conde de Ureña (Centro Histórico) | Recorrido | 60 minutos    |
| 37    | Alameda Principal - Altamira/Monte Dorado            | Recorrido | 25-30 minutos |
| N2    | Plaza de la Marina - Circular                        | Recorrido | 50-55 minutos |